# Andrew Fenn
Andrew Fenn (* 1. Juli 1990 in Hertfordshire) ist ein britischer Bahn- und Straßenradrennfahrer aus England.

## Karriere
Andrew Fenn konnte 2008 Le Pavé de Roubaix, die Juniorenaustragung von Paris–Roubaix, für sich entscheiden. Bei der britischen Meisterschaft belegte er den zweiten Platz im Straßenrennen der Junioren. Bei der Straßenrad-Weltmeisterschaft 2009 in Varese startete Fenn in der U23-Klasse, wo er 45. im Einzelzeitfahren wurde. Im nächsten Jahr startete er für Schottland bei den Commonwealth Games, wo er 14. im Zeitfahren und 13. im Straßenrennen wurde. Ab 2011 ging er für das irische Continental Team An Post-Sean Kelly an den Start, wo er auch einige Siege einfahren konnte. Zur Saison 2012 wechselte er dann zum Omega Pharma-Quick Step. Dort gewann er zwei Eintagesrennen im Rahmen der Mallorca Challenge.
Auf der Bahn gewann Andrew Fenn 2008 bei der Europameisterschaft in Pruszków die Silbermedaille in der Mannschaftsverfolgung der Junioren. Im nächsten Jahr gewann er die Silbermedaille in der Mannschaftsverfolgung der U23-Klasse. Ende des Jahres belegte er mit der britischen Nationalmannschaft auch den zweiten Platz beim Weltcup in Melbourne, ebenfalls in der Mannschaftsverfolgung.

## Erfolge – Straße
2008
- Paris–Roubaix Juniors

2010
- Britischer Meister – Straßenrennen (U23)

2011
- eine Etappe Tour de Bretagne
- Memorial Philippe Van Coningsloo
- Weltmeisterschaft – Straßenrennen (U23)

2012
- Trofeo Palma
- Trofeo Migjorn
- Mannschaftszeitfahren Tour de l’Ain

2016
- Britische Meisterschaft – Straßenrennen

### Platzierungen bei den Grad Tours
| Grand Tour            | 2013 | 2014 |
| --------------------- | ---- | ---- |
| Giro d’ItaliaGiro     | –    | –    |
| Tour de FranceTour    | –    | –    |
| Vuelta a EspañaVuelta | DSQ  | –    |

## Erfolge – Bahn
2008
- Europameisterschaft – Mannschaftsverfolgung (Junioren) mit Mark Christian, Luke Rowe und Erick Rowsell

2009
- Europameisterschaft – Mannschaftsverfolgung (U23) mit Mark Christian, Luke Rowe und Erick Rowsell